# Más vasto que los imperios y más lento
«Más vasto que los imperios y más lento»(también escrito como «Más vasto que los imperios, y más lento», en inglés, «Vaster than Empires and More Slow») es un cuento de ciencia ficción de la autora estadounidense Ursula K. Le Guin, que apareció por primera vez en la antología Nuevas dimensiones 1, editada por Robert Silverberg y publicada en Estados Unidos en 1971, por Doubleday. 
El cuento, que está ambientado en el universo ficcional de Hainish, donde la Tierra es parte de una Liga de los Mundos interestelar, sigue a una nave espacial de exploración enviada para investigar un planeta recién descubierto, el Mundo 4470. En la tripulación se encuentra Osden, un «émpata» que siente las emociones de aquellos que lo rodean; sin embargo, tiene una personalidad agresiva que hace que surjan tensiones en el equipo. El Mundo 4470 es un bosque sin presencia de vida animal; de todos modos, los científicos sienten un miedo que emana del planeta y luego descubren que toda la flora es parte de una consciencia única que reacciona con miedo ante los exploradores por haber pasado toda su vida en soledad.
Como la novela El nombre del mundo es bosque, este cuento explora la relación entre los humanos y su ambiente, y también hace referencias a la poesía de Andrew Marvell, de las que proviene el título. El cuento luego se volvió a publicar en Las doce moradas del viento y en Buffalo Gals and Other Animal Presences, además de otras antologías, y recibió una nominación a los premios Hugo en 1972.

## Contexto y ambientación
«Más vasto que los imperios y más lento» está ambientado en el universo ficcional de Hainish, que Le Guin ya había presentado en su novela El mundo de Rocannon, publicada en 1966. En esta ucronía, la humanidad no evolucionó en la Tierra, sino en el planeta Hain. Sus habitantes colonizaron muchos sistemas planetarios vecinos, entre los que se cuentan Terra (la Tierra) y Athshe, un millón de años antes de estas dos historias. Los planetas luego perdieron contacto entre sí por razones que la autora no explica. No narra toda la historia del planeta de un tirón, sino que hace que los lectores la reconstruyan a partir de varias obras.
Las novelas y otros textos ambientados en Hainish muestran los intentos de restablecer una civilización galáctica. Los exploradores usan naves espaciales interestelares que viajan por los sistemas planetarios durante años, aunque la travesía se acorta por los saltos temporales. El cuento está ambientado poco después de la formación de la Liga de los Mundos, cuando aún se enviaban misiones exploratorias para investigar los nuevos planetas. Como otras obras, entre las que se cuentan El nombre del mundo es bosque y «Los que se alejan de Omelas», en esta se visitan mundos que terminaron mal de alguna forma. El título está tomado de un poema de Andrew Marvell llamado «A su esquiva amada»; el verso en el que aparece dice: «Nuestro amor vegetal iría creciendo / más vasto que los imperios y más lento» (en el original: Our vegetable love should grow/Vaster than empires, and more slow). En la cronología interna del ciclo de Hainish, «Más vasto que los imperios» sucede luego de Los desposeídos y antes de El nombre del mundo es bosque.

## Argumento

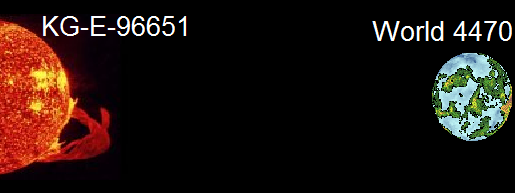
Ubicación del Mundo 4470 en el sistema de Hainish

«Más vasto que los imperios» sigue a la tripulación de una nave espacial enviada por la Liga de los Mundos a un planeta lejos de la región de la galaxia que ya se había colonizado. Este grupo está formado por diez personas, de las cuales cinco son de Terra. Uno de los tripulantes, llamado Osden, es un «émpata»: puede detectar las emociones de cualquier criatura sensible a su alrededor, incluyendo a los humanos, como resultado de su tratamiento por autismo. La líder del equipo es Tomiko Haito, una mujer con ascendencia asiática, cuyo título oficial es «coordinadora». Las tensiones entre los compañeros se notan desde el comienzo; cada uno tiene una personalidad neurótica, que sumada a la agresividad de Osden, lleva a que lo odien. Cuando llegan al planeta llamado Mundo 4470, lo encuentran totalmente cubierto por plantas y no hallan vida inteligente, y Osden, que tiene la tarea de percibir la presencia de seres sensibles, no detecta nada. Luego de explorar, los científicos confirman que no hay nada similar a la vida animal y que todas sus formas de vida son fotosintéticas o bien, se alimentan de la vegetación muerta.
A causa de las tensiones entre Osden y el resto, lo envían a hacer un recuento de especies en el bosque; mientras él está solo, Porlock, uno de los científicos, se encuentra con un ser que cree que es un gran simio y se asusta mucho. Los otros miembros investigan por unos días, pero no encuentran nada, hasta que Osden deja de establecer contacto con el campamento a la hora acordada, por lo que Tomiko y otros tres voluntarios van a buscarlo y lo encuentran golpeado por un desconocido. Lo llevan de nuevo al campamento, donde él se repone y les cuenta que sintió un gran miedo a modo de respuesta del mismo bosque y la coordinadora descubre que el atacante tuvo que haber sido alguien del grupo. Mientras Osden duerme, las emanaciones del miedo hacen que Porlock insulte al émpata y admita que había intentado matarlo en el bosque; luego intenta atacarlo de nuevo, pero los otros lo contienen y le dan un sedante.
El equipo decide trasladarse a otro lugar en el planeta con la esperanza de que al moverse el ser sensible ya no los perciba. Sin embargo, las emanaciones llegan también al nuevo campamento; así descubren que el ser se extiende por toda la flora del planeta, y Osden también revela que este ser nunca había estado en contacto con otra consciencia antes, por eso experimenta miedo ante los exploradores; entonces, intenta comunicarse con la ayuda de Tomiko y otros colegas. Aterrizan en medio del bosque, donde uno de ellos muere. Osden abandona el grupo y al rendirse totalmente al miedo le hace comprender al planeta que no van a lastimarlo, por lo que las emanaciones cesan. El grupo intenta localizar al émpata, pero no lo encuentran; Tomiko sospecha que no quiere que lo hallen y le dejan provisiones suficientes para el resto de su vida, antes de regresar a Terra con la investigación terminada.

## Temas

La autora, Ursula K. Le Guin, exploró el tema de las plantas sensibles en este cuento y en su novela El nombre del mundo es bosque.

Spivack considera fundamental en el cuento el tema de la relación simbiótica entre el planeta y sus habitantes, similar a la de El nombre del mundo es bosque. En su introducción a la historia, Le Guin afirma: «Todos tenemos bosques en nuestras mentes. Bosques inexplorados, infinitos. Cada uno de nosotros se pierde en los bosques, cada noche, solo». El «amor vegetal» al que se refiere el poema puede ser usado como metáfora para describir la relación de Osden y la inteligencia planetaria del Mundo 4470 al final. Cuando Osden es atacado por Porlock, le transmite su miedo al planeta, que lo amplifica y se lo devuelve. Por lo tanto, el rol de Osden es similar al de Selver de la novela, donde la violencia se introduce en el mundo cubierto por el bosque. La inteligencia del bosque de Le Guin ha sido contrastada con el rol «menor» que ocupan los seres vegetales en las obras de otros autores de ciencia ficción, como Arthur C. Clarke.
Otra similitud entre la novela y este cuento es el tema del primer contacto entre los humanos y un nuevo ambiente. En «Más vasto que los imperios», el bosque es tanto el lugar donde transcurre la historia como un personaje. Responde directamente a los científicos con miedo, de manera similar a como Osden responde a la sociedad: «la reacción defensiva-agresiva normal entre extraños que acaban de conocerse». Por eso, Le Guin traza una analogía entre el contacto de los humanos y los extraterrestres y el contacto entre los individuos; en ambos casos, se trata del encuentro entre uno mismo y «el otro».
A Osden se lo describe como alguien capaz de entablar una conexión empática fuerte con la flora del planeta que visitan, lo que contrasta con la relación de marcado antagonismo que tiene su equipo con él. Dentro del disfuncional grupo cada individuo tiene manías y rarezas propias. Están considerados como personas «dementes», según los habitantes de la Tierra y Hain, porque están dispuestos a llevar a cabo un viaje que duraría quinientos años de su tiempo. El miedo que transmite el bosque los hace ser más neuróticos; en cambio, Osden se rinde por completo ante él, por lo que llega a una unidad mental con el planeta. Al elegir el nexo con el ente, muestra que la consciencia singular de esta criatura vegetal es preferible al caos y la discordia de la sociedad.
Al final de la historia, Tomiko describe la relación de Osden con el planeta con estas palabras: «Él había asumido el miedo, y al aceptarlo, lo había trascendido. Había entregado su ser a lo desconocido, una rendición incondicional que no dejaba sitio para el mal. Había aprendido el amor hacia el Otro y por lo tanto había entregado todo su ser». Osden crea una relación completamente empática con el planeta, «tanto de manera literal como figurativa en contacto con el bosque»; de esta forma garantiza la buena voluntad hacia los humanos, y antes de abandonar a sus compañeros, le dice a la coordinadora: «Escucha. Te quiero». La representación de Le Guin sobre la inteligencia planetaria es de algo «completo, indiferenciado e inconsciente»; Por ende, el concepto de otros seres le da miedo y es cualitativamente distinta de la inteligencia animal. La autora hace dos referencias más a los poemas de Marvell en el final del cuento, y la primera se refiere a la noción de una consciencia planetaria. El poema «The Garden» menciona «un pensamiento verde en una sombra verde» («a green thought in a green shade») y Le Guin describe el Mundo 4470 como «un gran pensamiento verde». La segunda referencia aparece en el penúltimo párrafo: al describir la relación de Osden con el planeta, Tomiko afirma: «Si al menos tuviésemos mundo suficiente y tiempo…» («Had we but world enough and time...»), que es una cita de «A su esquiva amada».

## Recepción
En la revista Extrapolation, Lynda Schneekloth definió «Más vasto que los imperios y más lento» como una de las exploraciones más interesantes sobre la sensibilidad vegetal. El cuento apareció también en la colección Science Fiction: A Historical Anthology, editada por Eric S. Rabkin, quien, en su introducción a la obra, afirmó que «toma el entusiasmo por la exploración y la ciencia, lo pinta de verde y lo enmarca con estabilidad». También la describió como la visión expansiva y esperanzadora de un mundo pacífico, a diferencia de la constante guerra en la realidad. Elizabeth Cummins, por su parte, afirmó que el cuento «explora los límites y los costos de la utopía». Robert Silverberg, en la introducción al relato en Nuevas dimensiones 1, comentó que «en un estilo original y a través de una sutil pintura de caracteres, [el texto] nos propone un íntimo y fascinante acercamiento a los misterios de la percepción extrasensorial». Por otra parte, el sitio web Empathy Library destacó que la empatía es un tema central en el cuento, que Osden posee «receptividad bioempática» y relacionó esta cualidad con el hecho de que los padres de la escritora fueron antropólogos. También el cuento fue objeto de la crítica filosófica: en una ponencia, Paula Fleisner comentó sobre este relato y la novela El nombre del mundo es bosque:

Como toda literatura que discute la arrogante actitud de dominio humano de la naturaleza, la de Le Guin propone siempre un ejercicio imaginativo, a la vez fantástico y político, de desantropocentrización, incluso cuando su preocupación principal siga siendo la de la relación de la humanidad (y su responsabilidad para) con el resto de lo existente.

## Publicación y premios
El cuento se publicó por primera vez en Nuevas dimensiones 1, editado por Robert Silverberg. La antología apareció en Estados Unidos en 1971, por Doubleday. Luego se recopiló en diversas colecciones y antologías, entre las que se incluyen Las doce moradas del viento y Buffalo Gals and Other Animal Presences, que incluyen cuentos y poemas de Le Guin. También fue dramatizado en la serie 2000X, creada por la NPR y transmitida al aire 11 de abril de 2000. Además, recibió una nominación al premio Hugo al mejor relato corto en 1972, y quedó en el puesto 14 de una encuesta para el premio Locus al mejor relato corto.